# 燕妮·马克思

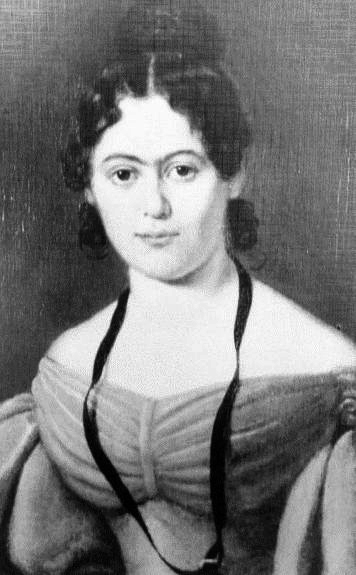
燕妮·馬克思

燕妮·马克思（德語：Jenny Marx；1814年2月12日—1881年12月2日），本名约翰娜·贝尔塔·朱丽叶·冯·威斯特华伦（Johanna Bertha Julie von Westphalen），生于普鲁士萨尔茨韦德尔，去世于英国伦敦，是德国共产主义思想家卡尔·马克思的妻子。

## 生平
燕妮·冯·威斯特华伦出生于一个德国小贵族家庭，是路德维希·冯·威斯特华伦和第二任妻子卡罗琳·霍伊贝尔所生的第一个孩子。其父路德维希曾任普鲁士政府的枢密顾问官，负责撒尔茨韦德和特里尔。她曾是“特里尔舞会皇后”，还接受过良好的教育。她与卡尔·马克思的恋情持续长达7年，直到1843年两人才结婚。1845年4月，她的母亲卡罗琳·霍伊贝尔派遣仆人海伦·德穆特到比利时布鲁塞尔的马克思家里，帮助燕妮料理家务；从此，德穆特长期和马克思一家一起生活。
婚后，燕妮一心照顾他的丈夫卡尔。她帮助卡尔抄写手稿，纠正其中的错误并润色。她与卡尔一共生育7个孩子，但是只有3个女儿（燕妮、劳拉和爱琳娜）存活下来。3个女儿也深受父亲的影响，她们分担了其父的部分工作或者参与到工人运动中。
在她的整个婚姻生活中，她一直承受着家庭贫困的境地。她陪伴马克思度过了在布鲁塞尔、巴黎和伦敦的流亡生活并始终默默地为他奉献。沉重的经济压力不断加到她的身上，直到1867年《资本论》系列第一本出版以后，家庭财政状况才有所改善。
1867年，燕妮被诊断患上癌症。1881年12月2日，她在伦敦去世，享年67岁。

## 影响
燕妮·马克思对卡尔·马克思的作品有十分重要的影响。她戏称自己是马克思的“秘书”。她不仅为马克思抄写和影印了手稿，还负责整理他和同事朋友以及出版社之间的通信。期间，她与马克思一起讨论他的文章。她的政治判断力对马克思的一些观点产生了重大影响。
燕妮·马克思在社会运动中也有她自己的角色，在伦敦生活期间她也不断地通过德文报纸发表政治文章和论文。